# Roquecor
Roquecor est une commune française située dans le nord-ouest du département de Tarn-et-Garonne, en région Occitanie.
Sur le plan historique et culturel, la commune est dans le Quercy Blanc, correspondant à la partie méridionale du Quercy, devant son nom à ses calcaires lacustres du Tertiaire.
Exposée à un climat océanique altéré, elle est drainée par la Petite Séoune et par divers autres petits cours d'eau. La commune possède un patrimoine naturel remarquable composé d'une zone naturelle d'intérêt écologique, faunistique et floristique.
Roquecor est une commune rurale qui compte 401 habitants en 2022, après avoir connu un pic de population de 1 372 habitants en 1831.  Ses habitants sont appelés les Roquecortois ou  Roquecortoises.

## Géographie

### Localisation
Commune située dans le Quercy et plus précisément en Quercy Blanc. Elle est limitrophe du département de Lot-et-Garonne.

### Communes limitrophes
Les communes limitrophes sont  Anthé, Beauville, Lacour, Montaigu-de-Quercy, Saint-Amans-du-Pech, Saint-Beauzeil et Valeilles.
| Saint-Beauzeil             | Valeilles | Anthé (Lot-et-Garonne) (sur 100 m) |
| Saint-Amans-du-Pech        | Roquecor  | Montaigu-de-Quercy                 |
| Beauville (Lot-et-Garonne) | Lacour    |                                    |

### Hydrographie

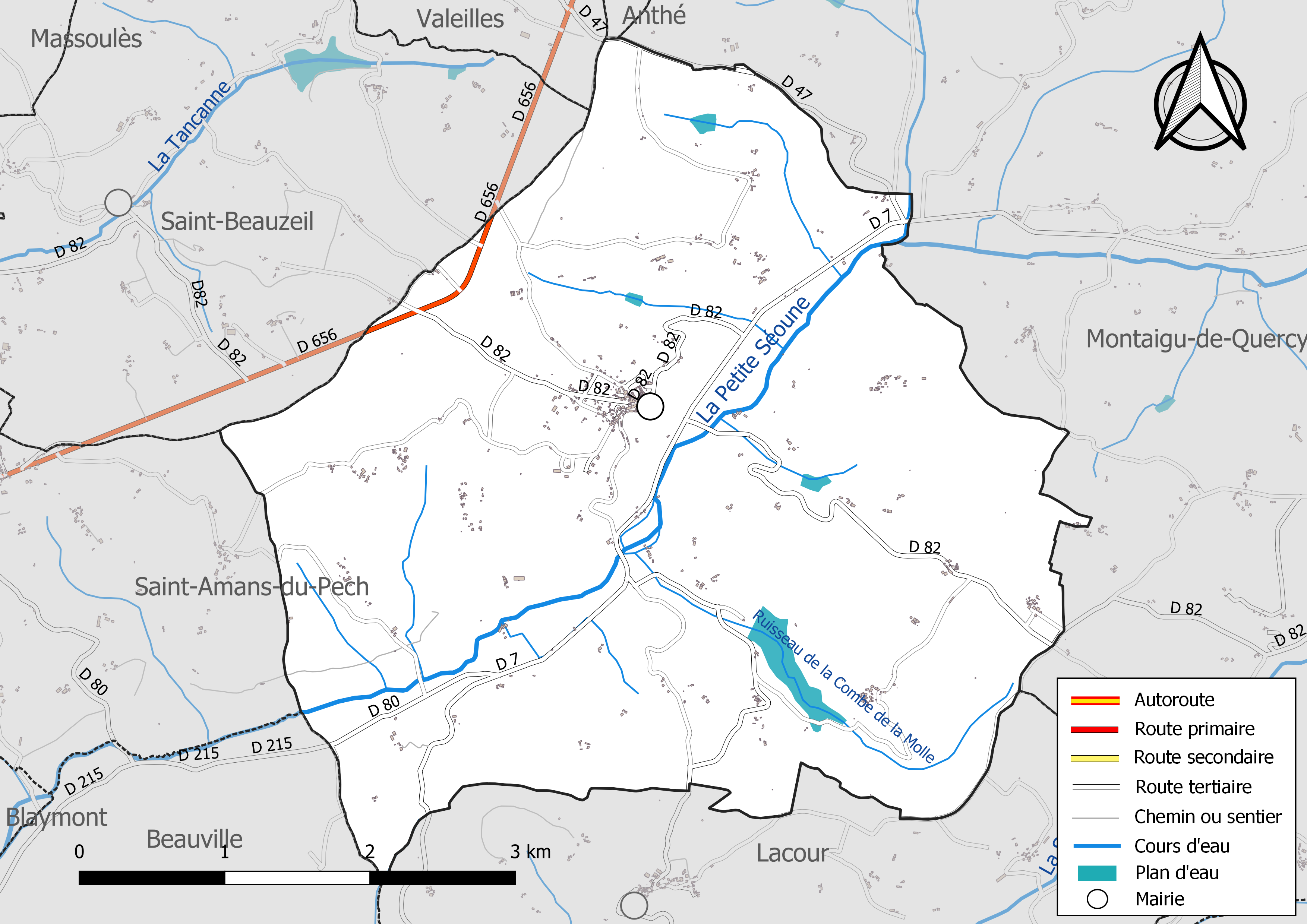
Réseaux hydrographique et routier de Roquecor.

La commune est dans le bassin versant de la Garonne, au sein du bassin hydrographique Adour-Garonne. Elle est drainée par la Petite Séoune, un bras de la Petite Séoune, un bras de la Petite Séoune le ruisseau de la Combe de la Molle et par divers petits cours d'eau, constituant un réseau hydrographique de 20 km de longueur totale,.
La Petite Séoune, d'une longueur totale de 28,4 km, prend sa source dans la commune de Montaigu-de-Quercy et s'écoule du nord-est au sud-ouest. Elle traverse la commune et se jette dans la Séoune à Puymirol, après avoir traversé 12 communes.

### Climat
Pour des articles plus généraux, voir Climat de l'Occitanie et Climat de Tarn-et-Garonne.
En 2010, le climat de la commune est de type climat océanique altéré, selon une étude du Centre national de la recherche scientifique s'appuyant sur une série de données couvrant la période 1971-2000. En 2020, Météo-France publie une typologie des climats de la France métropolitaine dans laquelle la commune est toujours exposée à un climat océanique altéré et est dans la région climatique Aquitaine, Gascogne, caractérisée par une pluviométrie abondante au printemps, modérée en automne, un faible ensoleillement au printemps, un été chaud (19,5 °C), des vents faibles, des brouillards fréquents en automne et en hiver et des orages fréquents en été (15 à 20 jours).
Pour la période 1971-2000, la température annuelle moyenne est de 12,6 °C, avec une amplitude thermique annuelle de 16,1 °C. Le cumul annuel moyen de précipitations est de 846 mm, avec 11 jours de précipitations en janvier et 6,3 jours en juillet. Pour la période 1991-2020, la température moyenne annuelle observée sur la station météorologique de Météo-France la plus proche, « Laroque-timbaut », sur la commune de Laroque-Timbaut à 15 km à vol d'oiseau, est de 14,0 °C et le cumul annuel moyen de précipitations est de 821,7 mm. 
La température maximale relevée sur cette station est de 41,6 °C, atteinte le 23 août 2023 ; la température minimale est de −14 °C, atteinte le 9 février 2012,,.
Les paramètres climatiques de la commune ont été estimés pour le milieu du siècle (2041-2070) selon différents scénarios d'émission de gaz à effet de serre à partir des nouvelles projections climatiques de référence DRIAS-2020. Ils sont consultables sur un site dédié publié par Météo-France en novembre 2022.

### Milieux naturels et biodiversité

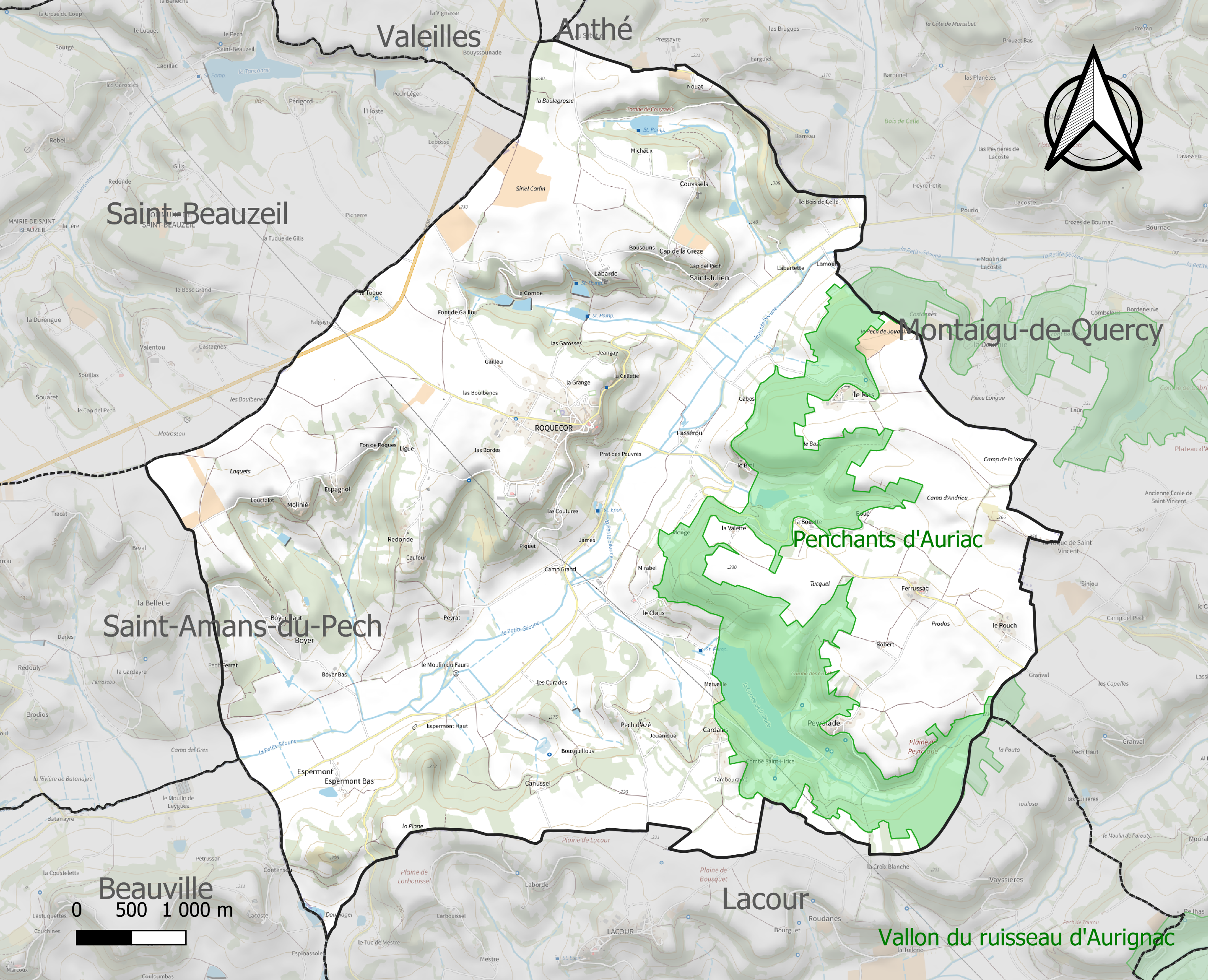
Carte de la ZNIEFF de type 1 localisée sur la commune.

L’inventaire des zones naturelles d'intérêt écologique, faunistique et floristique (ZNIEFF) a pour objectif de réaliser une couverture des zones les plus intéressantes sur le plan écologique, essentiellement dans la perspective d’améliorer la connaissance du patrimoine naturel national et de fournir aux différents décideurs un outil d’aide à la prise en compte de l’environnement dans l’aménagement du territoire.
Une ZNIEFF de type 1 est recensée sur la commune :
les « Penchants d'Auriac » (481 ha), couvrant 3 communes du département.

## Urbanisme

### Typologie
Au 1er janvier 2024, Roquecor est catégorisée commune rurale à habitat dispersé, selon la nouvelle grille communale de densité à sept niveaux définie par l'Insee en 2022.
Elle est située hors unité urbaine et hors attraction des villes,.

### Occupation des sols
L'occupation des sols de la commune, telle qu'elle ressort de la base de données européenne d’occupation biophysique des sols Corine Land Cover (CLC), est marquée par l'importance des territoires agricoles (79,7 % en 2018), en diminution par rapport à 1990 (81 %). La répartition détaillée en 2018 est la suivante : 
terres arables (38,6 %), zones agricoles hétérogènes (36,3 %), forêts (17,9 %), prairies (4,9 %), zones urbanisées (1,2 %), eaux continentales (1,2 %). L'évolution de l’occupation des sols de la commune et de ses infrastructures peut être observée sur les différentes représentations cartographiques du territoire : la carte de Cassini (XVIIIe siècle), la carte d'état-major (1820-1866) et les cartes ou photos aériennes de l'IGN pour la période actuelle (1950 à aujourd'hui).

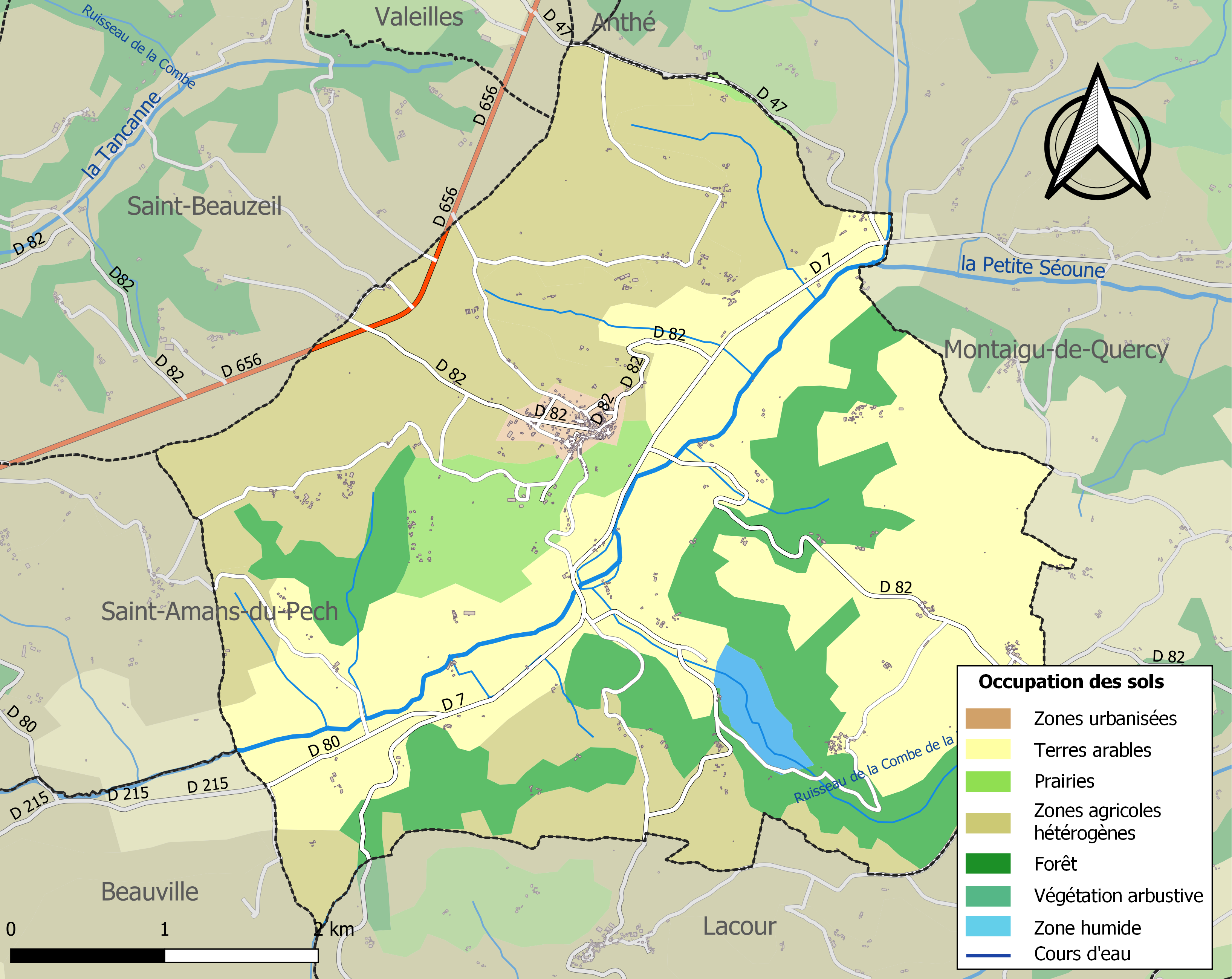
Carte des infrastructures et de l'occupation des sols de la commune en 2018 (CLC).

### Risques majeurs
Le territoire de la commune de Roquecor est vulnérable à différents aléas naturels : météorologiques (tempête, orage, neige, grand froid, canicule ou sécheresse), inondations, mouvements de terrains et séisme (sismicité très faible). Il est également exposé à un risque technologique,  le transport de matières dangereuses. Un site publié par le BRGM permet d'évaluer simplement et rapidement les risques d'un bien localisé soit par son adresse soit par le numéro de sa parcelle.

#### Risques naturels
Certaines parties du territoire communal sont susceptibles d’être affectées par le risque d’inondation par débordement de cours d'eau, notamment la Petite Séoune. La cartographie des zones inondables en ex-Midi-Pyrénées réalisée dans le cadre du XIe Contrat de plan État-région, visant à informer les citoyens et les décideurs sur le risque d’inondation, est accessible sur le site de la DREAL Occitanie. La commune a été reconnue en état de catastrophe naturelle au titre des dommages causés par les inondations et coulées de boue survenues en 1982, 1999 et 2007,.
Roquecor est exposée au risque de feu de forêt. Le département de Tarn-et-Garonne présentant toutefois globalement un niveau d’aléa moyen à faible très localisé, aucun Plan départemental de protection des forêts contre les risques d’incendie de forêt (PFCIF) n'a été élaboré. Le débroussaillement aux abords des maisons constitue l’une des meilleures protections pour les particuliers contre le feu,.

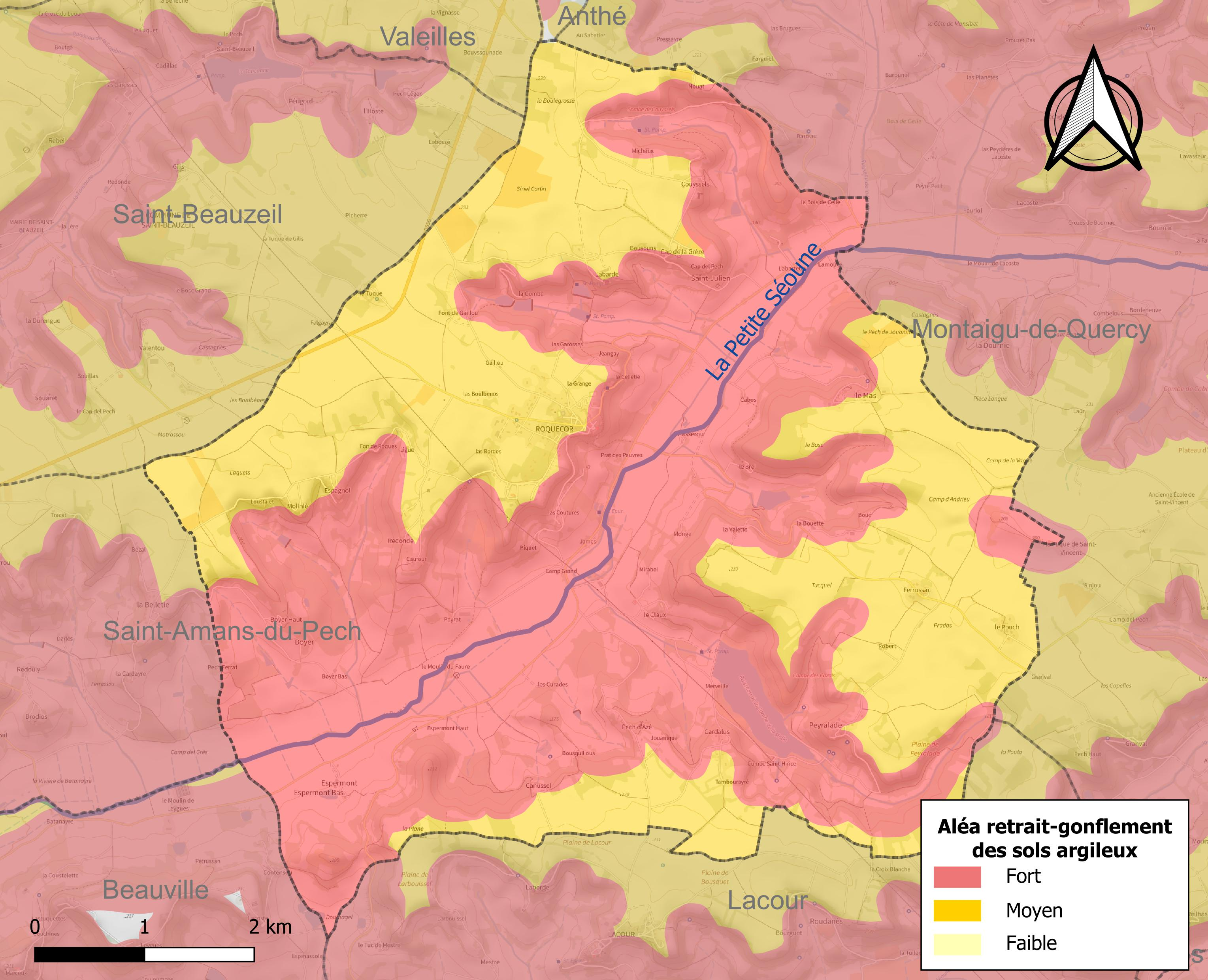
Carte des zones d'aléa retrait-gonflement des sols argileux de Roquecor.

Les mouvements de terrains susceptibles de se produire sur la commune sont des tassements différentiels.
Le retrait-gonflement des sols argileux est susceptible d'engendrer des dommages importants aux bâtiments en cas d’alternance de périodes de sécheresse et de pluie. La totalité de la commune est en aléa moyen ou fort (92 % au niveau départemental et 48,5 % au niveau national). Sur les 325 bâtiments dénombrés sur la commune en 2019, 325 sont en aléa moyen ou fort, soit 100 %, à comparer aux 96 % au niveau départemental et 54 % au niveau national. Une cartographie de l'exposition du territoire national au retrait gonflement des sols argileux est disponible sur le site du BRGM,.
Par ailleurs, afin de mieux appréhender le risque d’affaissement de terrain, l'inventaire national des cavités souterraines permet de localiser celles situées sur la commune.
Concernant les mouvements de terrains, la commune a été reconnue en état de catastrophe naturelle au titre des dommages causés par la sécheresse en 2003, 2009 et 2012 et par des mouvements de terrain en 1999.

#### Risques technologiques
Le risque de transport de matières dangereuses sur la commune est lié à sa traversée par des infrastructures routières ou ferroviaires importantes ou la présence d'une canalisation de transport d'hydrocarbures. Un accident se produisant sur de telles infrastructures est susceptible d’avoir des effets graves sur les biens, les personnes ou l'environnement, selon la nature du matériau transporté. Des dispositions d’urbanisme peuvent être préconisées en conséquence.

## Toponymie
Dès 1244 Ruppe Cornu est cité, cette seigneurie sera vassale de l'évêque d'Agen.
Son nom évoluera vers "Roquecor" ; « Roque » provenant de l'occitan butte rocheuse ou hauteur et « cornu » du latin signifiant  corne.

## Histoire
Les premières traces de peuplement remontent à l'Age du Bronze, notamment au niveau du site troglodytique « Lou Roc des Nobis », situé en contrebas du village.
C'est au Bas Moyen Âge que le village se constitue, autour des châteaux de Roquecor et de Couyssels, tous deux construits au XIIIe siècle. Ils changeront plusieurs fois de mains, et seront maintes fois reconstruits et remaniés au cours de l'histoire, et notamment de la guerre de Cent Ans.
Vers 1790, Saint-Julien, une paroisse faisant partie de l'archiprêtré de Opère et de Pujols dans le diocèse d'Agen sous l'Ancien Régime et devenue commune lors de la Révolution, est démantelée et partagée de part et d'autre de la Petite Séoune : la partie nord est intégrée à Roquecour tandis que la partie sud est cédée à la commune de Lacour.
La commune de Ferrussac a été supprimée par décret impérial du 22 mars 1813 et rattachée à celle de Roquecor.

## Politique et administration
| Période                                  | Période  | Identité               | Étiquette | Qualité |
| ---------------------------------------- | -------- | ---------------------- | --------- | ------- |
| mars 2001                                | 2014     | Jacques Roudil         |           |         |
| mars 2014                                | En cours | Jean-Pierre Villeneuve |           |         |
| Les données manquantes sont à compléter. |          |                        |           |         |

## Démographie
| 1793 | 1800 | 1806 | 1821  | 1831  | 1836  | 1841  | 1846  | 1851  |
| ---- | ---- | ---- | ----- | ----- | ----- | ----- | ----- | ----- |
| 760  | 863  | 919  | 1 346 | 1 372 | 1 342 | 1 275 | 1 265 | 1 229 |

| 1856  | 1861  | 1866  | 1872  | 1876  | 1881  | 1886 | 1891 | 1896 |
| ----- | ----- | ----- | ----- | ----- | ----- | ---- | ---- | ---- |
| 1 142 | 1 094 | 1 054 | 1 007 | 1 005 | 1 004 | 982  | 949  | 880  |

| 1901 | 1906 | 1911 | 1921 | 1926 | 1931 | 1936 | 1946 | 1954 |
| ---- | ---- | ---- | ---- | ---- | ---- | ---- | ---- | ---- |
| 792  | 731  | 728  | 691  | 673  | 666  | 674  | 654  | 627  |

| 1962 | 1968 | 1975 | 1982 | 1990 | 1999 | 2006 | 2011 | 2016 |
| ---- | ---- | ---- | ---- | ---- | ---- | ---- | ---- | ---- |
| 565  | 523  | 436  | 430  | 440  | 447  | 447  | 420  | 416  |

| 2021 | 2022 | - | - | - | - | - | - | - |
| ---- | ---- | - | - | - | - | - | - | - |
| 401  | 401  | - | - | - | - | - | - | - |

## Économie

### Revenus
En 2018, la commune compte 185 ménages fiscaux, regroupant 387 personnes. La médiane du revenu disponible par unité de consommation est de 19 400 € (20 140 € dans le département).

### Emploi
|                | 2008   | 2013   | 2018   |
| -------------- | ------ | ------ | ------ |
| Commune        | 10,2 % | 10,1 % | 14,2 % |
| Département    | 8,4 %  | 10,2 % | 10,3 % |
| France entière | 8,3 %  | 10 %   | 10 %   |

En 2018, la population âgée de 15 à 64 ans s'élève à 224 personnes, parmi lesquelles on compte 75,1 % d'actifs (60,9 % ayant un emploi et 14,2 % de chômeurs) et 24,9 % d'inactifs,. Depuis 2008, le taux de chômage communal (au sens du recensement) des 15-64 ans est supérieur à celui de la France et du département.
La commune est hors attraction des villes,. Elle compte 71 emplois en 2018, contre 79 en 2013 et 78 en 2008. Le nombre d'actifs ayant un emploi résidant dans la commune est de 142, soit un indicateur de concentration d'emploi de 50 % et un taux d'activité parmi les 15 ans ou plus de 48,3 %.
Sur ces 142 actifs de 15 ans ou plus ayant un emploi, 44 travaillent dans la commune, soit 31 % des habitants. Pour se rendre au travail, 80,7 % des habitants utilisent un véhicule personnel ou de fonction à quatre roues, 2,8 % les transports en commun, 5,4 % s'y rendent en deux-roues, à vélo ou à pied et 11,1 % n'ont pas besoin de transport (travail au domicile).

### Activités hors agriculture

#### Secteurs d'activités
51 établissements sont implantés  à Roquecor au 31 décembre 2019. Le tableau ci-dessous en détaille le nombre par secteur d'activité et compare les ratios avec ceux du département,.
| Secteur d'activité                                                                                        | Commune | Commune | Département |
| Secteur d'activité                                                                                        | Nombre  | %       | %           |
| --- | ------- | ------- | ----------- |
| Ensemble                                                                                                  | 51      | 100 %   | (100 %)     |
| Industrie manufacturière, industries extractives et autres                                                | 4       | 7,8 %   | (9,6 %)     |
| Construction                                                                                              | 11      | 21,6 %  | (14,9 %)    |
| Commerce de gros et de détail, transports, hébergement et restauration                                    | 14      | 27,5 %  | (29,7 %)    |
| Information et communication                                                                              | 3       | 5,9 %   | (1,9 %)     |
| Activités financières et d'assurance                                                                      | 1       | 2 %     | (3,4 %)     |
| Activités immobilières                                                                                    | 1       | 2 %     | (3,3 %)     |
| Activités spécialisées, scientifiques et techniques et activités de services administratifs et de soutien | 10      | 19,6 %  | (14,1 %)    |
| Administration publique, enseignement, santé humaine et action sociale                                    | 3       | 5,9 %   | (13,6 %)    |
| Autres activités de services                                                                              | 4       | 7,8 %   | (9,3 %)     |

Le secteur du commerce de gros et de détail, des transports, de l'hébergement et de la restauration est prépondérant sur la commune puisqu'il représente 27,5 % du nombre total d'établissements de la commune (14 sur les 51 entreprises implantées  à Roquecor), contre 29,7 % au niveau départemental.

#### Entreprises et commerces
Les trois entreprises ayant leur siège social sur le territoire communal qui génèrent le plus de chiffre d'affaires en 2020 sont : 
- Auchevalquirit, hébergement touristique et autre hébergement de courte durée (36 k€)
- Le Grenier Aux Artistes SARL, autres commerces de détail spécialisés divers (3 k€)
- Anthurium Hotels, activités des sociétés holding (0 k€)

### Agriculture
La commune est dans le pays de Serres, une petite région agricole située dans le nord-ouest du département de Tarn-et-Garonne. En 2020, l'orientation technico-économique de l'agriculture  sur la commune est l'exploitation de grandes cultures (hors céréales et oléoprotéagineuses). 
|               | 1988  | 2000  | 2010  | 2020 |
| ------------- | ----- | ----- | ----- | ---- |
| Exploitations | 39    | 24    | 19    | 16   |
| SAU (ha)      | 1 094 | 1 054 | 1 036 | 973  |

Le nombre d'exploitations agricoles en activité et ayant leur siège dans la commune est passé de 39 lors du recensement agricole de 1988  à 24 en 2000 puis à 19 en 2010 et enfin à 16 en 2020, soit une baisse de 59 % en 32 ans. Le même mouvement est observé à l'échelle du département qui a perdu pendant cette période 57 % de ses exploitations,. La surface agricole utilisée sur la commune a également diminué, passant de 1 094 ha en 1988 à 973 ha en 2020. Parallèlement la surface agricole utilisée moyenne par exploitation a augmenté, passant de 28 à 61 ha.

## Culture locale et patrimoine

### Lieux et monuments
- Château de Couyssels[35].
- Église Notre-Dame-de-l'Assomption de Roquecor. L'édifice est référencé dans la base Mérimée et à l'Inventaire général Région Occitanie[36]. Plusieurs objets sont référencés dans la base Palissy (voir les notices liées)[36].
- Église Saint-Martin de Roquecor. L'édifice est référencé dans la base Mérimée et à l'Inventaire général Région Occitanie[37]. Plusieurs objets sont référencés dans la base Palissy (voir les notices liées)[37].
- Chapelle Saint-Étienne du Claux. L'édifice a été inscrit au titre des monuments historiques en 1971[38].
- Église Saint-Hilaire de Ferrussac. L'édifice est référencé dans la base Mérimée et à l'Inventaire général Région Occitanie[39]. Rebâtie en 1815 dans un style néo-gothique, le clocher terminé en 1897.
- Église Saint-Julien de Couyssels. L'édifice a été inscrit au titre des monuments historiques en 1972[40].
- Chapelle Orthodoxe de Roquecor. Paroisse orthodoxe en formation[41].
- Château de Canussel.
- La Tour de l'ancien Château.
- "Lou Roc des Nobis" jardins et grottes.

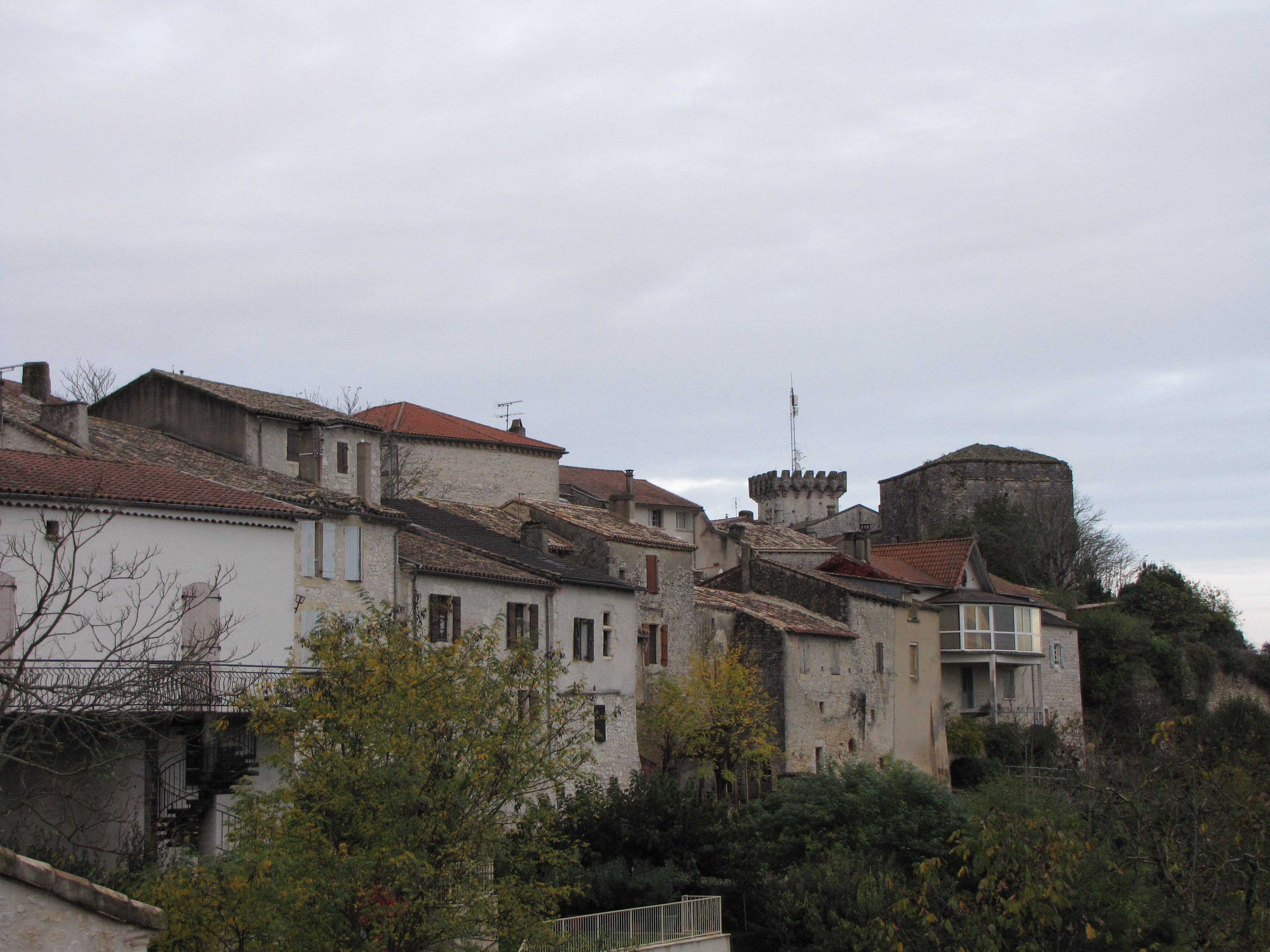
Le village.
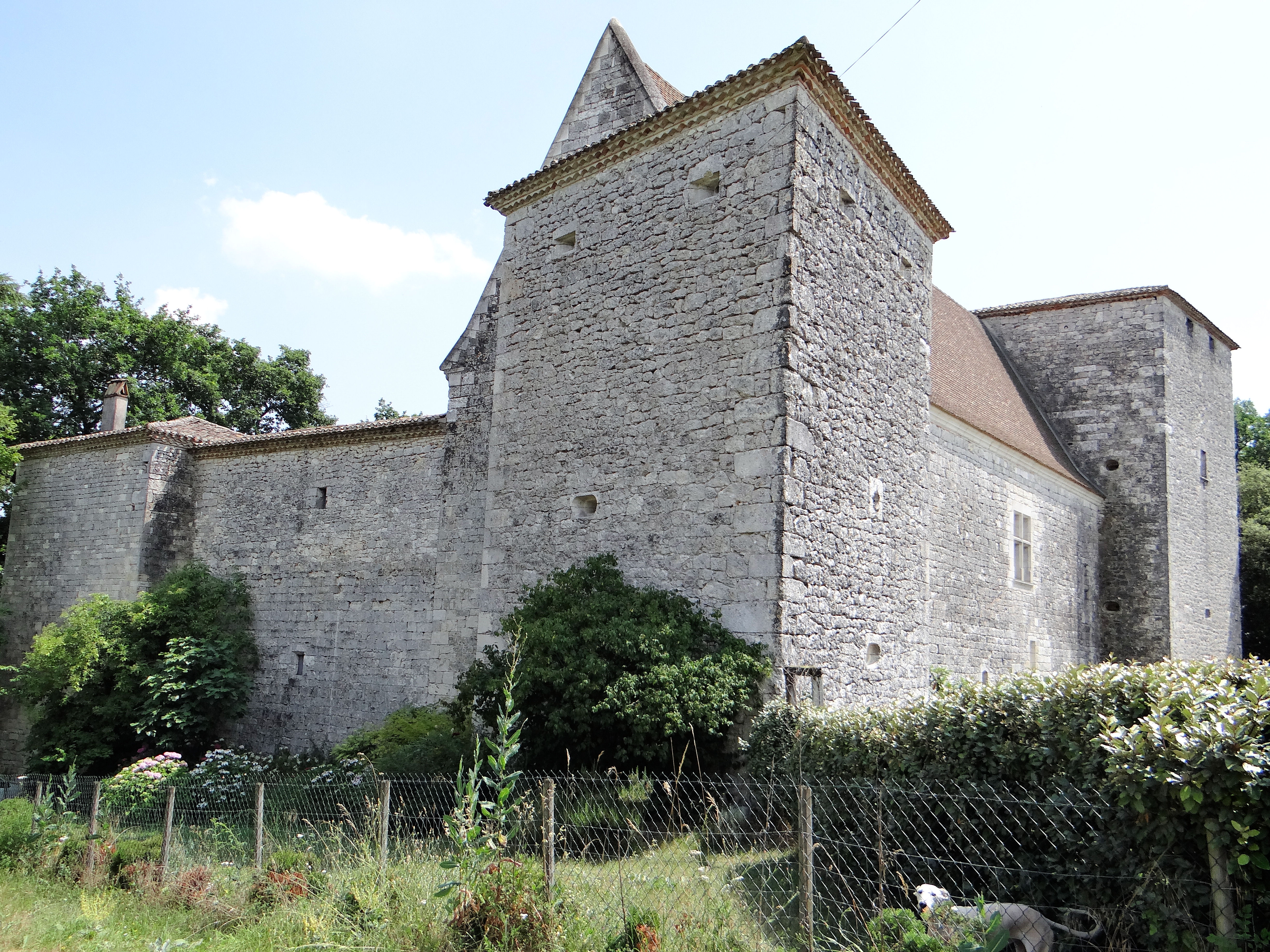
Château de Couyssels.
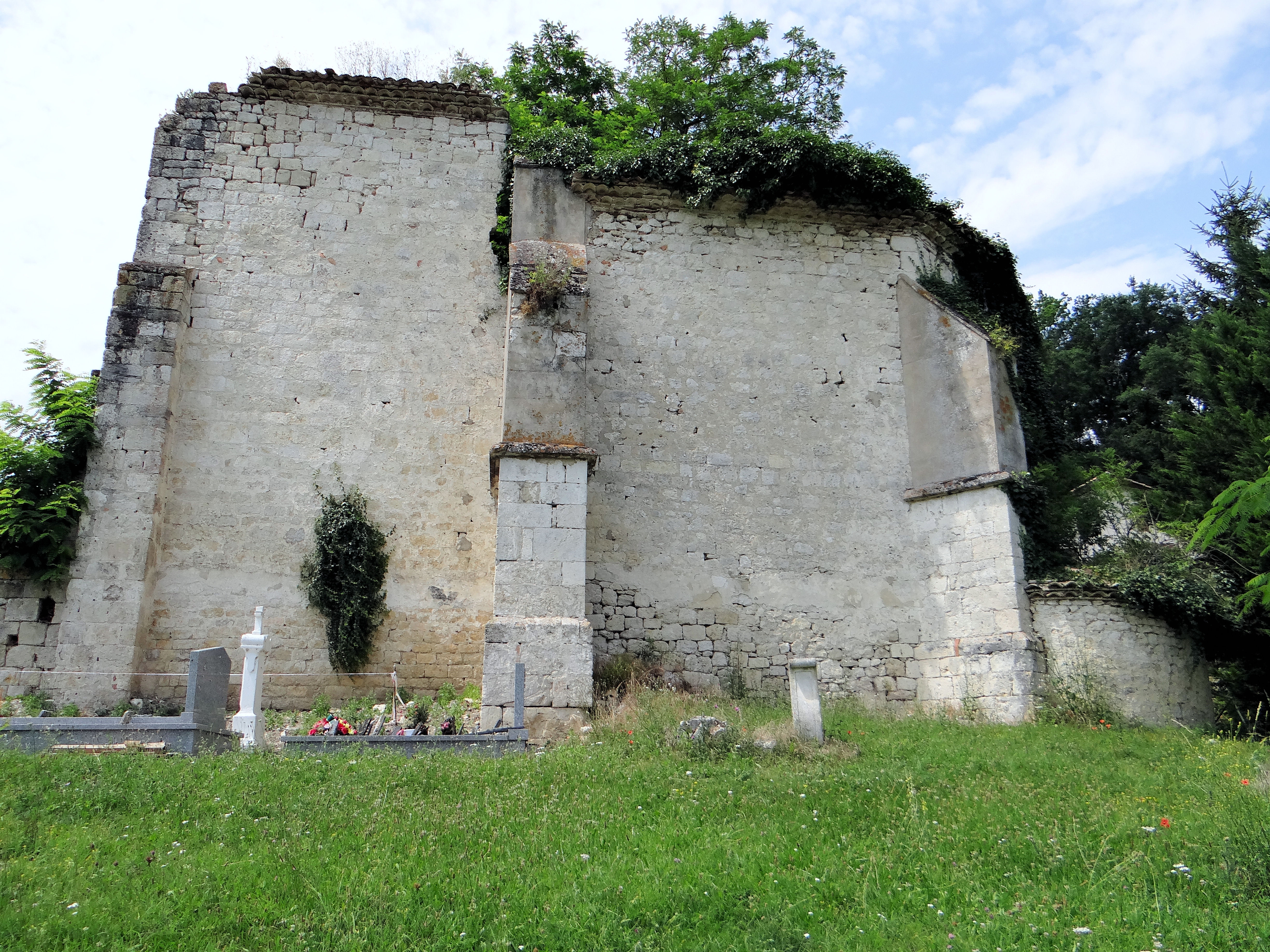
Chapelle de Saint-Julien-de-Couyssels.
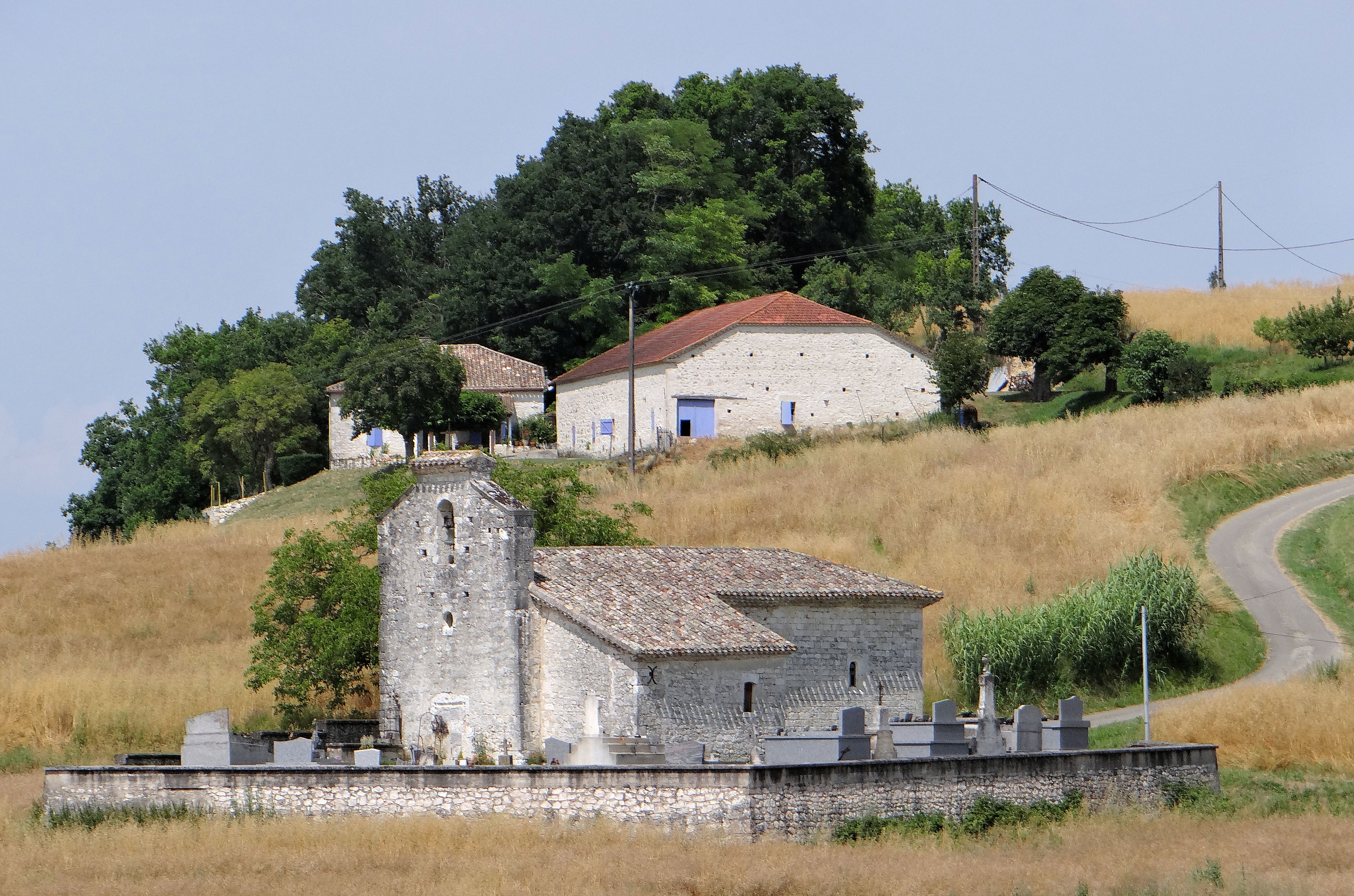
Chapelle du Claux.

### Personnalités liées à la commune
Jean Baptiste Bessières, général de brigade lors de son mariage, puis maréchal d'empire en 1804, s'est marié en 1801 avec Marie-Jeanne Madeleine Lapeyrière, civilement à la mairie de Ferrussac, commune plus tard rattachée à Roquecor. Le père de son épouse possédait le château de Canussel, où le mariage religieux a eu lieu, près de Lacour. Le frère de la mariée,  Augustin de Lapeyrière fut la plus grosse fortune de France et un grand collectionneur à la restauration en 1820.

## Héraldique
|  | Coupé au premier, parti en I d'or au lion à la queue léopardée de gueules et au II de sable à l'ours d'or passant, au second d’azur à l'arche d'alliance d'argent accostée, en chef de deux étoiles d'or. |

## Pour approfondir